# The Simple Life of Noah Dearborn
The Simple Life of Noah Dearborn är en amerikansk TV-film från 1999 i regi av Gregg Champion. 
I titelrollen ses Sidney Poitier och i övriga huvudroller Mary-Louise Parker och Dianne Wiest. Wiest nominerades för sin insats till en Emmy Award. I Sverige har filmen visats vid ett flertal tillfällen på TV7.

## Handling
Noah Dearborn är en äldre snickare som lever ett enkelt liv på landsbygden i Georgia. Den girige affärsmannen Christian Nelson försöker tvinga bort Dearborn från dennes ägor, så att han ska kunna bygga ett stort köpcentrum där. Dearborn vägrar. Nelson försöker då ta hjälp av sin flickvän Valerie, som är psykolog, vilket inte går riktigt som planerat. Nelson vill få Dearborn förklarad mentalt inkompetent. Men det är inte alla som ställer sig bakom detta, i synnerhet inte Dearborns grannar.

## Rollista i urval
- Sidney Poitier – Noah Dearborn
- Dianne Wiest – Sarah McClellan
- Mary-Louise Parker – doktor Valerie Crane
- George Newbern – Christian Nelson
- Roxzane T. Mims – Noahs mor
- Afemo Omilami – Noahs far
- Bernie Casey – Silas
- James Thomas Lee Knight – Noah som 8-åring
- Christopher Ryan Dunn – Noah som 10-åring
- Frances Bay – Mrs. Lewis
- John Bedford Lloyd – Robert Murphy
- Donna Biscoe – sköterska
- Sharon Blackwood – Gretchen
- Von Coulter – Petrini
- Tommy Cresswell – doktor Hartman
- Terrence Gibney – doktor Cowans